# Luciano Figueroa (calciatore 1948)
Luciano Martín Figueroa, detto Lele (Las Varillas, 2 maggio 1948), è un ex calciatore argentino, di ruolo attaccante.

## Carriera
Figueroa fu il protagonista della finale della Primera División 1972 tra San Lorenzo e River Plate; nei tempi supplementari segnò la rete decisiva che consegnò la vittoria al Ciclón.

## Palmarès
- Campionato argentino: 1

San Lorenzo: 1972